# 阿默甘西特 (紐約州)
阿默甘西特（英語：Amagansett）是位於美國紐約州薩福克縣的普查規定居民點。

## 人口
根據2020年美國人口普查的數據，阿默甘西特的面積為24.98平方千米，當中陸地面積為17.06平方千米，而水域面積為7.92平方千米。當地共有人口1824人，而人口密度為每平方千米73.02人。